# Hitotsumatsu Sadayoshi
Hitotsumatsu Sadayoshi (japanisch 一松 定吉; geboren 18. März 1875 in Bungo-Takada (Präfektur Ōita); gestorben 8. Juni 1973) war ein japanischer Rechtsanwalt und Politiker.

## Leben und Wirken
Hitotsumatsu Sadayoshi absolvierte die Pädagogische Schule Ōita (大分師範学校) und schloss 1902 ein Studium an der „Meiji Hōritsu Gakkō“ (明治法律学校) ab. Er bestand die Ernennungsprüfung zum Staatsanwalt 1897 und trat in das Justizministerium ein. Nachdem er als Richter an den Gerichten von Ōita und Amakusa, als Staatsanwalt in Yokohama und Osaka sowie als Staatsanwalt am Berufungsgericht und am Obersten Gerichtshof von Osaka gewirkt hatte, begann er 1918 als Rechtsanwalt zu arbeiten. Weiter wurde er seit 1938 acht Mal in Folge vom Stadtrat von Osaka zum Mitglied des Repräsentantenhauses gewählt.
1946 war Hitotsumatsu im 1. Kabinett Yoshida Staatsminister und dann nach der Umbildung Kommunikationsminister. 1947 war er im Kabinett Katayama Minister für Gesundheit und Soziales und im Kabinett Ashida 1948 erst Leiter der Baubehörde und dann Bauminister. Ab 1950 wurde er zweimal ins Oberhaus gewählt.
Während dieser Zeit war Hitotsumatsu Generalsekretär der „Progressiven Partei Japans“ (日本進歩党, Nihon shimpo-tō), Generalsekretär der „Reformpartei“ (改進党, Kaishin-tō), Vorsitzender für allgemeine Angelegenheiten der „Demokratischen Partei für das Volk“ (国民民主党, Kokumin minshu-tō), dann höchster Berater und schließlich Berater der Liberaldemokratischen Partei (自民党, Jimin-tō). Er hinterließ den ersten Teil einer Autobiografie „Fūsetsu Kyūjū-nen“ (風雪九十年) – etwa „Neunzig Jahre in Wind und Schnee“.